# Koalitionen af Villige Lande under Irakkrigen
Koalitionen af Villige Lande var de 48 lande der, ifølge det Hvide Hus, udgjorde den styrke som i 2003 invaderede Irak i Irakkrigen.
Invasionen foregik uden et mandat fra FN's sikkerhedsråd, og derfor blev koalitionen (af George W. Bush) navngivet til 'Koalitionen af Villige Lande' med en skarp reference til bl.a. Frankrig, der som permanent medlem af FN's sikkerhedsråd var imod krigen. Det skal dog bemærkes at kun 33 af de 48 nogensinde har haft militære tropper i landet, og at USA aldrig har båret mindre end ca. 85% af byrden, når vi måler ud fra antallet af officielle soldater. (Især USA har dog også udlicenseret flere militære opgaver i Irak til det private erhvervsliv, disse 'sikkerhedsfolk' tæller ikke med i den officielle statistik).

## Landeliste

### Lande der deltog militært
Ufuldstændig liste over lande, der deltog i den militære operation, med data om hvornår de gik ind og hvornår de trak sig ud.
| Land                  | Ind              | Ud             |
| --------------------- | ---------------- | -------------- |
| Afghanistan           | Marts 2004       |                |
| Albanien              | Marts-April 2003 |                |
| Aserbajdsjan          | Marts 2004       |                |
| Australien            | Marts-April 2003 |                |
| Bulgarien             | Marts-April 2003 | 2006           |
| Danmark               | Marts-April 2003 | 2009           |
| Dominikanske Republik | Marts 2004       | Maj 2004       |
| El Salvador           | Marts 2004       |                |
| Estland               | Marts 2004       |                |
| Filippinerne          | Marts 2004       | Juli 2004      |
| Georgien              | Marts 2004       |                |
| Holland               | Marts-April 2003 | Marts 2005     |
| Honduras              | Marts 2004       | Maj 2004       |
| Italien               | Marts 2004       | November 2006  |
| Japan                 | Marts 2004       | Juli 2006      |
| Kasakhstan            | Marts 2004       |                |
| Kuwait                | Marts 2004       |                |
| Letland               | Marts 2004       |                |
| Litauen               | Marts 2004       |                |
| Makedonien            | Marts 2004       |                |
| Marshalløerne         | Marts-April 2003 |                |
| Mongoliet             | Marts 2004       |                |
| Moldova               | Marts 2004       | 2005           |
| New Zealand           | Marts 2004       | September 2004 |
| Nicaragua             |                  | Februar 2004   |
| Norge                 | Marts 2004       | Oktober 2005   |
| Palau                 | Marts-April 2003 |                |
| Polen                 | Marts-April 2003 |                |
| Portugal              | Marts 2004       | Februar 2005   |
| Rumænien              | Marts-April 2003 |                |
| Singapore             |                  | Marts 2005     |
| Slovakiet             | Marts-April 2003 |                |
| Spanien               | Marts-April 2003 | April 2004     |
| Storbritannien        | Marts-April 2003 |                |
| Thailand              | Marts 2004       | August 2004    |
| Tjekkiet              | Marts-April 2003 |                |
| Tonga                 |                  | December 2004  |
| Tyrkiet               | Marts 2004       |                |
| Ungarn                | Marts 2004       | Marts 2005     |
| Ukraine               | Marts-April 2003 | 2005           |
| USA                   | Marts-April 2003 |                |

### Lande der ikke deltog militært
| Land         |
| ------------ |
| Angola       |
| Colombia     |
| Eritrea      |
| Etiopien     |
| Island       |
| Mikronesien  |
| Panama       |
| Rwanda       |
| Salomonøerne |
| Sydkorea     |
| Uganda       |
| Usbekistan   |

## Danmarks rolle i sammenligning
Danmark har været en af de mest aktive partnere i koalitionen. Med hensyn til den første kampfase i krigen (major combat operations-phase) fra den 19. marts til den 1. maj 2003, var kun fem lande officielt aktive: USA, Storbritannien, Australien, Polen og Danmark.
Den danske militære indsats var dog i denne kampfase forholdsvis begrænset og bestod af deltagelse med ubåden Sælen, korvetten Olfert Fischer og et kirurghold.
Mellem den 21. marts og frem mod den 17. april 2003 sejlede Sælen rundt i Hormuzstrædet og udførte signalefterretningsopgaver for Forsvarets Efterretningstjeneste. Olfert Fischer var da ikke nået frem og befandt sig i Middelhavet.
Historien om at ubåden skulle have opereret i Eufrat og Tigris afvistes af Søværnet.
I slutningen af perioden brød den ene af ubådens generatorer sammen, og Sælen måtte anløbe havn for at repareres.
En vurdering af ubådens deltagelse lød at operationen var "et politisk virkemiddel" snarere end "tungen på vægtskålen".
Når man desuden tæller antallet af soldater i forhold til landets samlede indbyggertal, ligger Danmark nummer tre efter USA og Storbritannien (data fra marts 2004):
| Land    | Soldater |  | Promille af befolkning |
| ------- | -------- |  | ---------------------- |
| USA     | 130.000  |  | 0,477                  |
| UK      | 9.000    |  | 0,152                  |
| Danmark | 420      |  | 0,078                  |